# Блеян, Ашот Шамхалович
Ашот Шамхалович Блеян (арм. Աշոտ Բլեյան; 4 сентября 1955 года, Ереван) — армянский общественный деятель и оппозиционный политик, один из самых активных сторонников первого президента Армении Левона Тер-Петросяна.
В самый разгар карабахского конфликта посетил Баку. Тогда визит видного деятеля в стан противника шокировал общественность республики. Блеян полагал, что армяно-азербайджанское противостояние выгодно лишь третьим силам, а два соседних народа историей и географией обречены на мир и сотрудничество. Подобные взгляды создали Блеяну имидж "пораженца" и "пацифиста".

## Биография
1962—1972 — Ереванская средняя школа № 60 им. В. Терьяна.
1972—1977 — физический факультет Ереванского государственного университета.
1977—1978 — учёный секретарь факультета радиофизики Ереванского государственного университета.
1978—1985 — заместитель директора Ереванской средней школе № 10.
1985—1989 — директор Ереванской средней школы № 183.
1989—1999 — директор образовательного комплекса «Мхитар Себастаци».
1990—1995 — был депутатом Верховного совета Армянской ССР. Член партии «Новый путь». В 1992 году совершил визит в Баку, встречался с Исой Гамбаром, депутатом Сабиром Рустамханлы, с тогдашним министром обороны Рагимом Газиевым.
1991—1992 — вице-мэр Еревана.
1992—2004 — председатель общественно-политической организации «Новый путь».
1994—1995 — министр просвещения Армении.
1995—1996 — первый заместитель министра образования и науки Армении.
1998 — кандидат в президенты Армении.
1999—2001 — отбывал наказание в Нубарашенской исправительной колонии строгого режима за финансовые хищения в особо крупных размерах.
2002—2004 — председатель правления образовательного комплекса «Мхитар Себастаци», одновременно преподавал право и педагогику, президент неправительственной организации прав человека «Таник».
2004—2006 — координатор по программе «Развитие дошкольных образовательных проектов и подача заявлений» образовательного комплекса «Мхитар Себастаци».
С 2006 — директор образовательного комплекса «Мхитар Себастаци».
С 2007 — руководитель школьного центра переквалификации преподавателей при министерстве образования и науки Армении.
С 2007 — член республиканской комиссии при министерстве образования и науки Армении.

## Публикации
- Менк (1989)
- Который, является нашим путём (1990)
- Новый путь (1992, избранные статьи)
- История армянской политической мысли (1994)
- Гиды для господствующих реформ образования в Армении (1996)
- Современная и популярная педагогика (1999)
- Письма от места заключения (2000)
- Новый путь (2001, избранные статьи)
- Программа развития образовательного комплекса «Мхитар Себастянци» (2004—2008)
- В честь яркой памяти о Тигране Айрапетяне (Газета «Жаманак» 04.01.2006)
- Если пожелания станут лошадьми, то бедный народ не будет бить копытом (Газета «Жаманак» 07.04.2006)
- О, моя родина, насколько красива ты… Я посвящаю историю 15-й годовщине независимой Армении (Газета «Жаманак» 13.09.2006)
- Развитие творческой индивидуальности — первичная цель школы (Газета «Жаманак» 23.08.2007)
- Чтобы быть свободным, как принц (Газета «Жаманак» 10.10.2007)